# Metodo di Lachmann

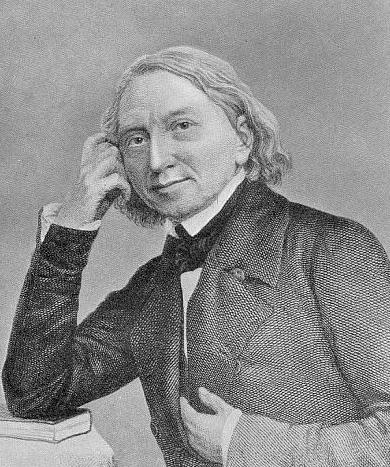
Karl Lachmann

Il metodo di Lachmann (o metodo stemmatico) è, in filologia, lo strumento indispensabile ai fini della pubblicazione dell'edizione critica di un testo.
Fu teorizzato dal filologo classico tedesco Karl Lachmann a metà dell'Ottocento: la prima opera nella quale si utilizzarono le procedure successivamente definite come "metodo lachmanniano" fu un'edizione del 1850 del De rerum natura di Lucrezio.
Nonostante le critiche ricevute in oltre un secolo e mezzo, tale metodo è ancor oggi valido e rimane fondamentale soprattutto per l'edizione dei testi classici greci e latini.
Delle fasi necessarie per l'edizione di un testo quella che caratterizza il metodo di Lachmann è la prima, la recensio ("recensione, rassegna, disamina") dei testimoni, che sfocia nella ricostruzione dello stemma codicum.

## Recensio
La recensio si suddivide in una serie di operazioni successive:
- individuazione dei testimoni (ricognizione della tradizione).

L'insieme dei testimoni che trasmettono l'opera in forma integrale o parziale costituisce la tradizione di un'opera. La tradizione si distingue in:
1. tradizione diretta: complesso di manoscritti e stampe che trasmettono l'opera in quanto tale
2. tradizione indiretta: versioni in altre lingue utili per ricostruire un testo lacunoso (non integrano formalmente ma chiariscono il significato), citazioni esplicite o implicite dell'opera, commenti antichi dell'opera che presentano un lemma che riporta la lezione genuina della tradizione, imitazioni o parodie, allusioni che possono conservare lezioni genuine o (molto alla lontana) modelli.

- recensio vera e propria (o censimento e valutazione): raccolta, confronto e valutazione dei testimoni, che possono essere integrali o parziali, diretti o indiretti.

Una tradizione può essere rappresentata da più testimoni o da un testimone solo. Se c'è un solo testimone il procedimento è relativamente più semplice.
In presenza di una tradizione a più testimoni, si procede con:
- collatio (confronto, sulla base di un esemplare di collazione), operazione che fa ancora parte della recensio.

Lachmann applicava a questa fase il concetto del recensere sine interpretatione, ossia un procedimento meccanico di confronto, mentre i suoi successori (da Paul Maas fino a Sebastiano Timpanaro) e l'esperienza generale dimostrano come sia necessario già da questa fase compiere un tentativo di comprendere il testimone, giudicando le lezioni corrette, sospette o erronee. Comparare significa confrontare i testimoni parola per parola. Il risultato di questo confronto è la registrazione delle differenze dei vari manoscritti. Tale confronto può essere condotto:
1. per saggi (loci critici)
2. per tutta l'opera (molto difficile per un'opera imponente);

idealmente la scelta migliore è la collazione integrale.
È utile ricordare alcune premesse fondamentali della filologia:
1. la testimonianza di tutte le copie (o apografi) di un unico testimone (antigrafo) conta per uno, ai  fini della ricerca, fatti salvi naturalmente i casi di contaminazione;
2. la norma generale lectio difficilior potior, cioè, a parità di condizioni, la variante più difficile ha più probabilità di essere originaria;
3. la norma prudenziale recentiores non deteriores (formulata in particolare da Giorgio Pasquali), ovvero un testimone cronologicamente tardo non è necessariamente meno affidabile di uno più antico.

- eliminatio codicum descriptorum (eliminazione delle copie):

vengono eliminate dai testimoni utili le copie di un originale conservato. Non è però sempre evidente che un codice sia copia di un altro, e tale relazione va provata (es: buchi, macchie nell'originale e lacuna in corrispondenza nella copia; omissione di una riga che faccia sì che venga a mancare il senso compiuto, tranne che in caso di omoteleuto, caso in cui la lacuna non può essere ritenuta dell'originale e non si può determinare se il codice sia una copia, il copista può fraintendere un compendio: l'errore non determina che si tratti di una copia, e altresì lezioni migliori non provano l'indipendenza di un codice da un altro perché possono essere frutto delle decisioni del copista). Il criterio della eliminatio codicum descriptorum ("eliminazione dei codici copiati") consente di lasciare da parte, sulla base di analisi delle caratteristiche fisiche del manoscritto, i testimoni apografi verosimilmente copiati da codici antigrafi di cui disponiamo; ai fini della sola constitutio textus, infatti, tenere in conto un codice copiato da un altro posseduto risulterebbe poco utile perché questo apografo conterrebbe certamente tutti gli errori presenti nel suo antigrafo, più altri di propria innovazione. Eccezioni possono verificarsi quando ad esempio un codex descriptus (copiato) riporta porzioni di testo perdute nell'antigrafo. In quel caso bisogna presumere che abbia copiato da qualche altra fonte, e che cioè gli antigrafi siano più di uno. Solitamente in questa fase è possibile ridurre il corpus della tradizione recensita, scartando molte stampe che seguono la vulgata stabilita dalla editio princeps, facendo attenzione comunque a possibili varianti autorali (vedere per approfondimento postillato d'autore) inserite in ristampe e nuove edizioni.
- determinazione delle relazioni tra i testimoni  (→ stemma codicum):

per stabilire come si raggruppano i testimoni non bisogna fondarsi sulle lezioni che hanno in comune (concordanze): mentre le parti uguali possono essersi mantenute indipendentemente nei diversi rami, è improbabile che certi tipi di errori si siano prodotti indipendentemente. Bisogna perciò basarsi sugli errori significativi, che possono essere separativi o congiuntivi. Converrà seguire le definizioni formalizzate da Paul Maas, sulle quali, generalmente, sono fondate le diverse formulazioni fornite nei manuali di filologia, così come le discussioni, anche divergenti, della critica:
1. Errori congiuntivi (Bindefehler): "La connessione fra due testimoni (B e C) contro un terzo (A) viene dimostrata per mezzo di un errore comune ai testimoni B e C, che sia di tal natura, che secondo ogni probabilità B e C non possano essere caduti in questo errore indipendentemente l'uno dall'altro".
2. Errori separativi (Trennfehler): "La indipendenza di un testimonio (B) da un altro (A) viene dimostrata per mezzo di un errore di A contro B, che sia di tal natura, che, per quanto ci è dato sapere riguardo allo stato della critica congetturale nel tempo intercorso fra A e B, non può essere stato eliminato per congettura in questo spazio di tempo".

Lo stemma codicum della tradizione delle opere di Plauto secondo il filologo classico Cesare Questa

Tale operazione conduce alla compilazione di uno stemma codicum (albero genealogico della tradizione manoscritta) in cui si individuano:
1. un archetipo, cioè il capostipite dell'intera tradizione posseduta, solitamente indicato con la lettera Ω, la cui esistenza è dimostrata dalla presenza di almeno un errore congiuntivo comune a tutta la tradizione;
2. uno o più codices interpositi, cioè testimoni interposti tra l'archetipo e i manoscritti posseduti, solitamente indicati con lettere dell'alfabeto greco;
3. uno o più codici posseduti, solitamente indicati con lettere dell'alfabeto latino.

Si giunge così alla individuazione di più classi (o famiglie o rami) della tradizione: laddove una lezione sarà attestata nella maggioranza delle classi (e NON nella maggioranza dei codici posseduti), questa, secondo il metodo meccanico lachmanniano, sarà verosimilmente la lezione corretta.

### I segni diacritici
Nel campo della filologia e dell'edizione critica di un testo,  sono stati istituiti degli specifici segni diacritici per comprendere le scelte dell'editore nella ricostruzione di un testo.
Si riportano qui solo i segni principali, quelli della filologia moderna, benché alcuni come l'obèlos e la coronide, della filologia antica alessandrina, fossero usati anche nell'epoca dei filologi alessandrini.
- ... (i punti di sospensione in una frase, a inizio, nel mezzo, alla fine del rigo), indicano lacuna. I punti sotto le lettere di parola: parole illeggibili e incerte a causa di corruttela del testo

- ] καί [: lacuna del testo nelle estremità a causa di deterioramento del supporto scrittorio, tipo papiro, a volte la lacuna può essere solo a destra o sinistra.

- [ ... ]: lacuna all'interno del testo, di cui non si conosce la quantità di lettere mancanti.

- [καί]: lacuna colmata dall'editore, tuttavia è un segno di espunzione, in quanto l'editore ritiene che la parola o la frase non faccia parte del testo originale.

- (καί): scioglimento di un'abbreviazione o un simbolo del testo manoscritto di riferimento usato per l'edizione critica.

- καί: indica la cancellazione di parola dello scriba; se il segno è ..., l'editore non riesce a comprendere le lettere cancellate dallo scriba.

- †...†: crux desperationis: l'antico obelos (obelisco) alessandrino di Aristofane di Bisanzio, che sta a definire la corruttela del testo, e l'impossibilità dell'editore di sanare il problema; a volte una parola o una frase, o lettera, è inserita tra le cruces, segno che il contenuto non è certo, e che l'editore ha provato a sanare la lacuna.

- {καί}: interpolazioni dello scriba, errori di cui si è accorto il copista, ripetizioni ecc, e per tanto parole espunte dall'editore moderno.

- <καί>: parola o lettera omessa dal copista, accertata dall'editore, il quale però integra nell'edizione, grazie alla presenza di altri manoscritti, ritenendo che la suddetta parola faccia parte del testo originale.

### L'apparato critico
Può essere sia positivo che negativo.
- Il positivo documenta tutto il materiale delle varianti del testo usate per l'edizione critica, senza vagli semantici, e riporta anche varianti paleografiche pertinenti la scrittura.
- Il negativo si concentra sulla priorità della corretta lettura del testo, cercando di arrivare il più possibile vicino all'originale, e dunque elimina le parti o intere varianti non pertinenti alla corretta e chiara lettura del testo critico.

## La critica al metodo di Lachmann: Bédier
Il filologo francese Joseph Bédier, che nel 1890 aveva approntato una edizione critica del Lai de l'ombre (antico testo francese) seguendo il metodo di Lachmann, nel 1929, dopo le critiche al suo lavoro portate da Gaston Paris, torna a studiare il testo, concludendo in primo luogo che il metodo stemmatico era assai raramente efficace, in quanto spesso la tradizione si bipartiva in due sole classi: Bédier afferma, a questo proposito, l'esistenza di una forza dicotomica che porta a poco a poco al raggruppamento dei testimoni in due grandi famiglie. Il risultato di questo era dunque l'impossibilità di procedere meccanicamente alla scelta della lezione tramite la legge di maggioranza e, inoltre, che esso portava a produrre inevitabilmente testi compositi, frutto dell'ingegno emendatore di un filologo, ma mai esistiti nella realtà.
La soluzione empirica di Bédier consisteva nello scegliere un bon manuscrit, il miglior manoscritto tra i testimoni realmente posseduti e studiati. Ciò non secondo il gusto personale dell'editore, ma il più completo e con meno errori. In sostanza, il bon manuscrit non si sceglie a caso e bisogna dimostrare concretamente le ragioni per cui la scelta è ricaduta su quel codice piuttosto che su un altro. Il metodo lachmanniano, fino a quel momento base insostituibile per l'edizione critica di qualunque testo, entra in crisi.

## Il recupero del metodo di Lachmann: Pasquali e la recensione aperta
Le critiche che Bédier aveva rivolto al metodo stemmatico non furono prive di conseguenze: molti filologi infatti adottarono il suo sistema, detto del bon manuscript. Spettò all'italiano Giorgio Pasquali di recuperare il metodo di Lachmann, pur senza ignorare completamente i contributi portati da Bédier. Nel fondamentale saggio Storia della tradizione e critica del testo del 1934 Pasquali indica la necessità che l'edizione critica di un testo non sia lasciata al mero gusto per quanto raffinato di un editore e che le operazioni di critica testuale siano precedute e supportate da un approfondito studio storico della tradizione testuale, che non consideri i singoli testimoni unicamente come sigle o semplici "contenitori di testi"; è anzi opportuno analizzare in modo capillare ciascun manoscritto nella sua interezza, non tralasciando nemmeno di osservarne le caratteristiche esterne e l'individualità storica. La sola attenzione al codice in quanto tale, così come era stata esposta da Bédier, viene rifiutata da Pasquali, secondo il quale l'editore critico non può esimersi dal fornire una edizione critica scientificamente fondata, non riducibile alla mera riproduzione di uno dei testimoni, sia pure esso il migliore tra tutti quelli posseduti.
Non sempre però la ricostruzione dello stemma codicum secondo il metodo lachmanniano permette una adeguata selezione delle lezioni: ciò avviene soltanto se la recensione è chiusa o verticale; se invece ci si trova di fronte a una recensione aperta o orizzontale, come la chiama Pasquali, e cioè se l'intera tradizione non deriva da un unico archetipo, è necessario ricorrere a strumenti correttivi basati su "criteri interni", valutando quale tra le diverse lezioni aderisca maggiormente all'usus scribendi (lo stile abituale) dell'autore o ancora quale sia la lectio difficilior ("la lezione più difficile", e dunque improbabilmente dovuta all'innovazione da parte di qualche copista, che anzi tende generalmente a banalizzare le lezioni dell'esemplare da cui sta copiando).